# Pinkerton
För andra betydelser, se Pinkerton (olika betydelser).
Pinkerton var en av de första privatägda detektivfirmorna och är fortfarande verksam i säkerhetsbranschen, sedan 2003 som ett dotterbolag till Securitas AB.

## Emblem
Pinkerton har ett emblem som är ett vakande öga med texten "We never sleep" (engelska för "Vi sover aldrig"). Det är på grund av detta som privatdetektiver (eng. Private Investigator, P.I.) kallas "private eye" (engelska för "privatöga") idag.

## Grundare
Pinkerton grundades 1850 som Pinkerton National Detective Agency av Allan Pinkerton (1819–1884), som kom till USA 1843 när han var 24 år. Han var livvakt till president Abraham Lincoln och far till William och Robert Pinkerton. Företaget var den första privatägda detektivfirman. Den hade sitt första kontor på 89 Washington Street i Chicago, Illinois, med nio anställda.
Världsrykte vann den genom uppklarande av några stora postrån 1859 och ett påstått attentat mot president Lincoln 1860.

## Spioner
Under amerikanska inbördeskriget verkade detektivbyrån som nordstaternas underrättelsetjänst med agenter i både nord och syd.

## Brottsbekämpare

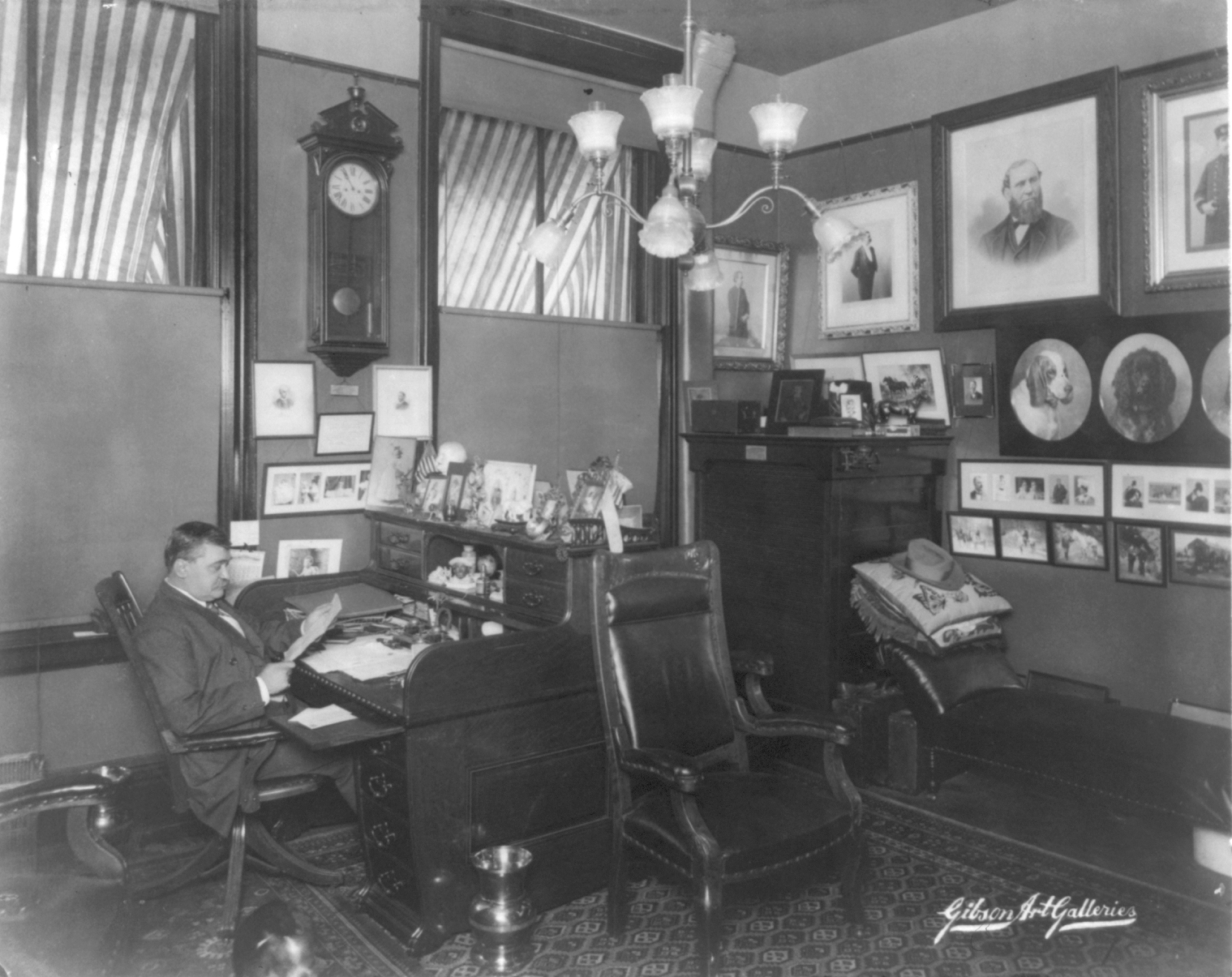
William Pinkerton på sitt kontor 1904.

Efter kriget anlitades Pinkertonagenter för att fånga in banditer och banditligor som rånade värdetransporter, främst Wells Fargos och Union Pacifics transporter. Dess insatser gjorde att Butch Cassidys Wild Bunch upplöstes och Butch och några av hans kumpaner tog sin tillflykt till Bolivia.
1873 utsträcktes verksamheten även till Europa. Efter grundarens död övertogs firman av hans son William Pinkerton (1846-1923).

## Strejkbrytare
Under 1890-talet öppnade detektivbyrån filialer i New York, Boston, Philadelphia, St. Paul, Kansas City och Denver. Under 1890-talet blev Pinkerton ökänd för att organisera och skydda strejkbrytare och utkämpade även direkta strider med strejkande arbetare, och hade i slutet av 1800-talet några tusen anställda. Ohio förbjöd Pinkerton att verka inom statens område, då dess storlek gjorde att byrån kunde användas som en privat armé.

## Arkiv
Företaget hade ett stort arkiv med korrespondens och information som samlats in under åren 1850–1938. Detta överlämnades till den amerikanska staten vid en ceremoni år 2000.

## Securitas
Sedan 2003 ingår Pinkerton's Inc. i Securitaskoncernen där Securitas Acquisition Corp. äger 99,3 % av Pinkerton's Inc.:s utestående aktier.